# 資本市場機能保全法案
資本市場機能保全法案（しほんしじょうきのうほぜんほうあん）とは2008年に深刻化した世界経済危機が起こったことを受けて、2009年に日本で検討された法案。正式名称は資本市場危機への対応のための臨時特例措置法案。

## 概要
法案の骨子は株式等を市場から最大で50兆円買い取る制度を創設し、資本市場を安定させることにある。政府が全額出資する新機関（資本市場危機対応機構）を設置し、買い取り発動は首相が議長を務める金融危機対応会議が判断する。買い取り期間は3年間の時限措置とし、臨時の制度であることが明記されている。
株式等の買い取りにおいて、「資本市場の価格形成に関する機能の発揮に極めて重大な支障が継続し、機構による買い付けが行われなければ、国民経済に深刻な影響を及ぼすおそれがあるとき」と要件を課している。
しかし、50兆円の公的資金を使って、株式等を買い支えるというのは諸外国にもない制度であり、与党にも「市場を歪める」という批判も出ていた。この法案は実際の活用より株を買い支える存在が安心感を与えるセーフティーネットとしての意味が強かった。2009年6月に7000円台だった日経平均株価が1万円に迫るほどの上昇が見られたことで株価暴落の危機感が薄れていったことで、採決が見送られ廃案となった。